# 两水沟站
两水沟站是一个汉丹线上的铁路车站，位于湖北省随州市北郊，建于1962年，目前为四等站，邮政编码为441300。目前客运：办理旅客乘降；不办理行李、包裹托运；货运：办理整车货物发到。